# Karl Wolfskehl
Karl Wolfskehl (Darmstadt, Alemania; 17 de septiembre de 1869-Auckland, Nueva Zelanda; 30 de junio de 1948) fue un autor y traductor judío alemán. 
Escribió poesía, prosa y teatro en alemán y tradujo del francés, inglés, italiano, hebreo, latín y alemán antiguo / medio alto al alemán.

## Biografía
Karl Wolfskehl nació en Darmstadt, Alemania, hijo del banquero y político Otto Wolfskehl (1841-1907). Estudió filología germánica y diversos cursos de humanidades en Gießen, Leipzig y Berlín. Con Otto Behaghel, obtuvo un doctorado con una disertación sobre un tema de la mitología alemana.
En 1898 se casó con Hanna de Haan, hija del director de orquesta holandés Willem de Haan en el teatro de la corte de Darmstadt. Tuvieron dos hijas, Judith (nacida en 1899) y Renate (nacida en 1901).
Se definió a sí mismo por el orgullo de su herencia judía, así como de sus raíces culturales alemanas. Desarrolló una amistad duradera con el poeta Stefan George y fue una figura destacada en el círculo de amigos y seguidores del poeta.
Con el filósofo Ludwig Klages y el arqueólogo Alfred Schuler Wolfskehl formó el llamado Círculo Cósmico de Múnich de corta duración alrededor de 1900. La riqueza de su padre le permitió a Wolfskehl seguir una carrera independiente dedicada a sus intereses literarios, intelectuales y relacionados con el arte. 
Tener un diario fijo en su casa de Schwabing Wolfskehl se convirtió en una personalidad central en la vida literaria de Múnich en las dos primeras décadas del siglo XX. Entre sus amigos y asociados se encontraban Rainer Maria Rilke, Thomas Mann,Vasili Kandinski, Franz Marc, Paul Klee, Alfred Kubin y Martin Buber. 
En 1915, compró una finca en Kiechlinsbergen en Kaiserstuhl, a la que se mudó la familia en 1919 después de que Wolfskehl hubiera perdido la mayor parte de su fortuna debido a la guerra y la inflación resultante. Se vio obligado a ganarse la vida como tutor en Italia y como editor, periodista cultural y traductor en Múnich.
En 1933, consternado por el ascenso al poder de Hitler salió de Alemania hacia Suiza el día después del incendio del Reichstag y se trasladó a Italia en 1934.
En 1938, debido al acercamiento entre la Alemania nazi y la Italia fascista, se trasladó a Nueva Zelanda con su socio, Margot Ruben (1908-1980). Vivió en Nueva Zelanda, donde se le otorgó la ciudadanía después de la Segunda Guerra Mundial, hasta su muerte en 1948. Allí se convirtió en un amigo acérrimo del director de orquesta Georg Tintner, también refugiado de Austria.

## Obras (selección)
- Ulais. 1897.
- Gesammelte Dichtungen. 1903.
- Maskenzug. 1904.
- Saul. 1905.
- (con Friedrich von der Leyen) Älteste Deutsche Dichtungen. 1908 (traducciones).
- Sanctus. 1909.
- Gedichte des Archipoeta an Kaiser Friedrich Barbarossa und seinen Kanzler: nach Jakob Grimms Ausgabe. 1921 (traducción).
- de Coster, Charles: Die Geschichte von Ulenspiegel und Lamme Goedzak und ihren heldenmäßigen, fröhlichen und glorreichen Abenteueren im Lande Flandern und anderwärts. München 1926 (traducción).
- (con Curt Sigmar Gutkind) Das Buch vom Wein. 1927 (traducciones).
- Der Umkreis. 1927.
- Bild und Gesetz. Gesammelte Abhandlungen 1930.
- Die Stimme spricht. 1934/1936.
- An die Deutschen. 1947.

Publicado póstumamente
- Hiob oder Die vier Spiegel. 1950.
- Sang aus dem Exil. 1950.
- Gesammelte Werke. 2 vol. 1960.
- Briefwechsel aus Neuseeland 1938-1948. 2 vol. Ed. C. Blasberg 1988.
- Briefwechsel aus Italien 1933–1938. Ed. C. Blasberg 1993.
- Von Menschen und Mächten. Stefan George, Karl y Hanna Wolfskehl. Der Briefwechsel 1892-1933. Ed. B. Wägenbaur y U. Oelmann, 2015
- Tres mundos / Drei Welten. Poemas seleccionados. Alemán e inglés. Transl. y ed. por AP Wood y F. Voit. 2016
- Poesía y exilio. Cartas desde Nueva Zelanda 1938-1948. Ed. y transl. Por N. Wattie. 2017